# Idaea tectaria
Idaea tectaria là một loài bướm đêm trong họ Geometridae.